# 斯泰根
斯泰根（挪威語：Steigen）是挪威的一個市镇，位於諾爾蘭郡。